# Grupo topológico
Um grupo topológico é um grupo munido de uma topologia de modo que a multiplicação {\displaystyle G\times G\rightarrow G} {\displaystyle ((x,y)\rightarrow xy)} e a inversão {\displaystyle G\rightarrow G} {\displaystyle (x\rightarrow x^{-1})} sejam ambas contínuas. Alguns autores exigem que {\displaystyle G} seja espaço topológico de Hausdorff, ou que {\displaystyle G} seja uma variedade diferenciável. No entanto, a maioria dos textos contemporâneos adota a definição mais geral.